# Juan Ramón Curbelo
Juan Ramón Curbelo (Montevideo, Uruguay, 2 de mayo de 1979) es un futbolista uruguayo que juega en la posición de mediocampista. Debutó como profesional jugando para el equipo uruguayo Centro Atlético Fénix en el 2001. Actualmente se encuentra en Club Atlético Boston River. 
Es hermano mayor del también exfutbolista uruguayo Jorge Curbelo. 
Hijo: Daniel Curbelo

## Clubes
| Club                      | País    | Año         |
| ------------------------- | ------- | ----------- |
| Fénix                     | Uruguay | 2001 - 2003 |
| Standard Lieja            | Bélgica | 2004 - 2005 |
| Nacional                  | Uruguay | 2005 - 2006 |
| Danubio                   | Uruguay | 2006 - 2007 |
| River Plate               | Uruguay | 2007 - 2008 |
| Indios                    | México  | 2008 - 2011 |
| Montevideo Wanderers      | Uruguay | 2011 - 2012 |
| Club Nacional de Football | Uruguay | 2012 - 2013 |
| Cerro                     | Uruguay | 2013 - 2015 |

## Palmarés
| Título                    | Club  | País    | Año  |
| ------------------------- | ----- | ------- | ---- |
| Liguilla Pre-Libertadores | Fénix | Uruguay | 2002 |
| Liguilla Pre-Libertadores | Fénix | Uruguay | 2003 |